# Simple Machines Forum
Simple Machines Forum (skraćeno SMF) je besplatna Internet forum (BBS) aplikacija. Softver je napisan u PHP programskom jeziku i koristi SQL bazu podataka, od verzije 2.0 MySQL, PostgreSQL i SQLite su takođe podržani. SMF je razvijen od strane SMF tima.

## Istorija
SMF je prvenstveno napravljen kao zamena forumskog softvera YaBB SE, koji je u to vreme sticao sve lošiju reputaciju zahvaljujući softveru baziranom naPerl jeziku YaBB. U to vreme, YaBB je uzrokovao nesrazmernu alokaciju opterećenja na velikom broju servera. YaBB SE je napisan kao sirova PHP verzija YaBB softvera, te je imao mnoge slične sigurnosne i druge probleme. Joseph Fung i Jeff Lewis iz Lewis Media Inc., vlasnici YaBB SE softvera i prvobitni vlasnici SMF-a, su doneli odluku o pokretanju sasvim novog projekta.
SMF se rodio kao mali projekat započet od strane korisnika "[Unknown]" (jedan od YaBB SE programera) i njegova glavna ideja bila je da unapredi šablon za teme iz originalnog YaBB SE softvera. Projekat je vremenom rastao i razvijao se kroz prijave grešaka, predloge novih opcija i razvijanje efikasnosti. Razvoj YaBB SE softvera je nastavljen i u sledećih nekoliko godina, ali je bio prevaziđen ovim novim projektom. Popularnost novog YaBB SE projekta uzrokovala je potpuna promena samog koda, sa ciljem poboljšanja performansi i sigurnosti. Vremenom ovaj projekat je prerastao u današnji Simple Machines Forum. Prva verzija SMF-a 1.0 Beta 1a, objavljena je 30 Septembra 2003 za povlašćene članove.
23 oktobra 2006, Simple Machines LLC je registrovana u Arizoni, i transfer autorskih prava sa Lewis Media na Simple Machines LLC je završen 24 Novembra 2006. Ovo je urađeno zbog očvršćavanja odanosti članova tima da neprekidno razvijaju besplatan softver, bez velikog rizika od korporativnog uticaja".
Simple Machines softver je pobedio na takmičenju forum-software.org za najbolji besplatan forum 2009 godine.
24. Septembra 2010, Simple Machines tim je najavio prestanak važenja Simple Machines LLC i prelazak na NPO (Simple Machines) licencu za buduće projekte.

## Trenutne verzije
8. Aprila 2007. najavljena je nova verzija, SMF 2.0. SMF 2.0 je bila u fazi razvoja zajedno sa SMF 1.1 verzijom od Decembra 2005. Ova verzija ima mnogo novih opcija uključujući:
- Širenje baze podatka - sa podrškom za PostgreSQL i SQLite pored standardne MySQL podrške.
- Automatska instalacija modifikacija na sve teme osim podrazumevane teme.
- E-mail šabloni za prilagođavanje slanja mejlova putem foruma.
- Centar za uređivanje, odobravanje tema, postova, priloga - za odobravanje sadržaja pre nego što bude vidljiv na forumu.
- Sistem za upozoravanje korisnika.
- Dodatne funkcionalnosti korisničkih grupa - moderatori korisničkih grupa, kao i slanje zahteva za pridruživanje grupama, otvorene korisničke grupe.
- WYSIWYG editor za lakšu obradu teksta za korisnike koji nisu upoznati sa BBCode editorom.
- Poboljšanje dozvola.
- Keširanje na bazi fajlova radi poboljšanja performansi bez obzira na to da li se koristi neki akcelerator za keš.
- Redosled slanja mejlova kako bi se omogućila raspodela opterećenja na velikim forumima.
- Napredna podešavanja potpisa, kako bi administratori mogli da prate i lakše uređuju potpise korisnika.
- Poboljšanja privatnih poruka, uključujući i poboljšanje prikaza i mnoštvo dodatnih opcija.
- Poboljšanje skripta za nadogradnju sa boljim korisničkim interfejsom.
- Dodatna polja u profilu koja mogu dodati administratori iz admin panela.
- Korišćenje OpenID tehnologije.

Finalna verzija SMF 2.0 je objavljena 11. Juna, 2011.

## Lokalizacija
SMF je dostupan u preko 47 jezika, uključujući Albanski, Arapski, Bengali, Bugarski, Katalonski, Kineski, Hrvatski, Češki, Danski, Holandski, Engleski, Engleski (Britanski), Esperanto, Finski, Francuski, Galician, Nemački, Grčki, Hebrejski, Hindi, Mađarski, Indonezijski, Italijanski, Japanski, Kurdish, Makedonski, Malay, Norvežanski, Persijski, Poljski, Portugalski, Rumunski, Ruski, Srpski, Španski, Slovački, Švedski, Thai, Turski, Ukrajinski, Urdu i Vijetnamski. SMF je takođe preveden u još 30 jezika pomoću alata nazvanog Language Editor koji je na raspolaganju svim prevodiocima SMF softvera. UTF-8 i ne-UTF-8 verzije su dostupne za sve jezičke pakete.

## Modifikacije
SMF ima bazu modifikacija u okviru sajta na kojoj se može naći veliki broj modula. Najveći broj modifikacija je besplatan, pa tako se mogu koristiti modifikacije za odbranu od spam botova, optimizaciju foruma, ili neki od mnogih modova za unapređenje izgleda i opcija foruma. Pre postavljanja na sajt, svaka modifikacija prolazi kroz proces pregleda kako bi se SMF tim uverio da data modifikacija poštuje pravila objave i da je bezbedna za krajnje korisnike.
Menadžer Paketa u okviru SMF-a je jedna od opcija bez koje se ne može. On omogućava administratorima da bez menjanja samog koda, uz nekoliko klikova instalira modifikacije na forum.

## SMF Tim
SMF tim sastoji se u potpunosti od volontera, i obuhvata podršku, developere (programere), tim za prilagođavanje, tim za dokumentaciju, tim za lokalizaciju, marketing, i različite divizije menadžmenta. SMF ima posvećen tim za podršku koji zajedno sa grupom pomoćnika za podršku, pruža konstantnu i kvalitetnu podršku na SMF forumu. Njihove dužnosti su pružanje podrške vlasnicima foruma u vezi sa optimizacijom, modifikacijama i generalnim problemima do kojih može doći, a da su u vezi sa SMF-om.

## Povlašćeni članovi
Članovi koji žele da podrže Simple Machines donacijom od 49.95 USD godišnje, nagrađeni posebnim statusom Povlašćenih Članova. Ovaj status omogućava pristup skrivenim delovima foruma, kao i pristup beta verzijama pre nego što se objave na zvaničan sajt. Napredna podrška koja uključuje nadogradnju ili instaliranje zakrpa je takođe uključena u ovu grupu članova. Povlašćeni Članovi takođe dobijaju pristup panelu za pomoć gde mogu dobiti privatnu podršku od strane članova tima, koja nije vidljiva ostalim članovima i javnosti.

## SMF i besplatan softver
Ranije, SMF je bio kritikovan što nije prešao na besplatnu softversku licencu. Redistribucija softvera nije bila moguća bez pismene dozvole. Izvorni kod takođe nije bilo moguće redistribuirati, mada je bilo dozvoljeno davati instrukcije o njegovoj izmeni. Zvaničan odgovor bio je:
Nekad nas ljudi pitaju: "Zašto vas pogađa to što ljudi redistribuiraju SMF?" i razlog tome je taj što i ako smo za otvoren kod, volonteri koji rade na našem projektu zaslužuju određena prava. Pored toga mnoštvo modifikovanih verzija softvera može dovesti do konfuzije, te članovi ne bi mogli da se snađu oko verzije koju podržavamo.— Simple Machines LLC
I pored toga, 11. Juna 2011, Simple Machines verzija 2.0 i sve naredne verzije su zaštićene 3-clause BSD licencom.

## Spoljašnje veze
- Simple Machines početna strana
- Simple Machines dokumentacija
- SMF recenzija, opis i slike[мртва веза]
- Srpsko/Hrvatski/Bosanski forum podrške na SMF forumu